# 尼泊尔炭黑粉菌
尼泊尔炭黑粉菌（学名：Anthracoidea nepalensis）是属于黑粉菌目炭黑粉菌科炭黑粉菌属的一种真菌，寄生在苔草属植物上。该种分布于中国、尼泊尔。其种加词“nepalensis”意为“尼泊尔的”。